# 1991–1992-es magyar férfi kosárlabda-bajnokság
Az 1991–1992-es magyar férfi kosárlabda-bajnokság a hatvanadik magyar kosárlabda-bajnokság volt. Huszonnyolc csapat indult el, az előző évi első négy helyezett az osztrák, magyar, cseh és szlovák csapatok részvételével tartott Szuperligában szerepelt, a többiek két csoportban (A csoport: 5-16. helyezettek, B csoport: 17-23. helyezettek plusz a négy feljutó valamint az ifjúsági válogatott) két kört játszottak. Az alapszakasz után a Szuperligában szereplő négy csapat és az A csoport 1-4. helyezettjei az egymás elleni eredményeiket megtartva a másik csoportból jövőkkel újabb két kört játszottak, majd play-off rendszerben játszottak a bajnoki címért. Az A csoport 5-8. helyezettjei play-off rendszerben játszottak a helyezésekért. Az A csoport 9-12. és a B csoport 1-4. helyezettjei az egymás elleni eredményeiket megtartva a másik csoportból jövőkkel újabb két kört játszottak, majd play-off rendszerben játszottak az A csoportba kerülésért. A B csoport 5-12. helyezettjei play-off rendszerben játszottak a kiesés elkerüléséért.
A bajnokságot 28 csapatosra bővítették, ezért az előző évi kiesők is indulhattak, és még a Kaposvári Honvéd is feljutott.
Az Alba Regia Építők új neve Alba Regia SC lett.
A Bajai SK új neve Bajai Bácska KSE lett.
A Kecskeméti SC új neve Univer Kecskeméti SE lett.

## Alapszakasz

### Szuperliga csoport
| #  | Csapat                     | M | Gy | V | K+  | K-  | P  |
| -- | -------------------------- | - | -- | - | --- | --- | -- |
| 1. | Tungsram SC                | 6 | 4  | 2 | 610 | 592 | 10 |
| 2. | Körmend-Hunor KC           | 6 | 3  | 3 | 514 | 496 | 9  |
| 3. | Zalaegerszegi TE-Heraklith | 6 | 3  | 3 | 534 | 537 | 9  |
| 4. | Szolnoki Olajbányász       | 6 | 2  | 4 | 497 | 530 | 8  |

### A csoport
| #   | Csapat            | M  | Gy | V  | K+   | K-   | P  |
| --- | ----------------- | -- | -- | -- | ---- | ---- | -- |
| 1.  | Bp. Honvéd        | 22 | 21 | 1  | 2344 | 1698 | 43 |
| 2.  | Kaposcukor SE     | 22 | 16 | 6  | 2122 | 2033 | 38 |
| 3.  | Csepel SC         | 22 | 15 | 7  | 2000 | 1883 | 37 |
| 4.  | Soproni KC        | 22 | 14 | 8  | 2004 | 1905 | 36 |
| 5.  | Atomerőmű SE      | 22 | 14 | 8  | 2060 | 1982 | 36 |
| 6.  | Videoton SC       | 22 | 13 | 9  | 2041 | 1948 | 35 |
| 7.  | MAFC              | 22 | 9  | 13 | 1992 | 2080 | 31 |
| 8.  | Alba Regia Építők | 22 | 9  | 13 | 1963 | 1922 | 31 |
| 9.  | Bajai Bácska KSE  | 22 | 9  | 13 | 1882 | 1933 | 31 |
| 10. | Dombóvári VMSE    | 22 | 6  | 16 | 1955 | 2160 | 28 |
| 11. | Deko SE           | 22 | 6  | 16 | 1961 | 2163 | 28 |
| 12. | Szeged SC         | 22 | 0  | 22 | 1754 | 2366 | 22 |

### B csoport
| #   | Csapat                    | M  | Gy | V  | K+   | K-   | P  |
| --- | ------------------------- | -- | -- | -- | ---- | ---- | -- |
| 1.  | Nagykőrösi KK             | 22 | 19 | 3  | 2072 | 1731 | 41 |
| 2.  | Falco SE                  | 22 | 18 | 4  | 2120 | 1902 | 40 |
| 3.  | Pécsi VSK                 | 22 | 17 | 5  | 1950 | 1511 | 39 |
| 4.  | Vásárhelyi KK             | 22 | 15 | 7  | 2026 | 1847 | 37 |
| 5.  | Salgótarjáni Kohász       | 22 | 12 | 10 | 1811 | 1736 | 34 |
| 6.  | Dunai Kőolaj SK           | 22 | 12 | 10 | 1987 | 1934 | 34 |
| 7.  | Nyíregyházi Sotex TKFSE   | 22 | 11 | 11 | 1824 | 1858 | 33 |
| 8.  | Univer Kecskeméti SE      | 22 | 8  | 14 | 1783 | 1920 | 30 |
| 9.  | Kaposvári Honvéd          | 22 | 8  | 14 | 1928 | 2101 | 30 |
| 10. | Pécsi PTSE                | 22 | 7  | 15 | 1849 | 2070 | 29 |
| 11. | Pilar ifjúsági válogatott | 22 | 5  | 17 | 1701 | 1963 | 27 |
| 12. | Testnevelési Főiskola SE  | 22 | 0  | 22 | 1624 | 2102 | 22 |

* M: Mérkőzés Gy: Győzelem V: Vereség K+: Dobott kosár K-: Kapott kosár P: Pont

## Rájátszás

### 1–8. helyért
| #  | Csapat                     | M  | Gy | V  | K+   | K-   | P  |
| -- | -------------------------- | -- | -- | -- | ---- | ---- | -- |
| 1. | Tungsram SC                | 14 | 11 | 3  | 1437 | 1279 | 25 |
| 2. | Bp. Honvéd                 | 14 | 10 | 4  | 1355 | 1142 | 24 |
| 3. | Zalaegerszegi TE-Heraklith | 14 | 8  | 6  | 1239 | 1239 | 22 |
| 4. | Szolnoki Olajbányász       | 14 | 8  | 6  | 1202 | 1197 | 22 |
| 5. | Körmend-Hunor KC           | 14 | 7  | 7  | 1182 | 1183 | 21 |
| 6. | Kaposcukor SE              | 14 | 4  | 10 | 1191 | 1384 | 18 |
| 7. | Csepel SC                  | 14 | 4  | 10 | 1177 | 1286 | 18 |
| 8. | Soproni KC                 | 14 | 4  | 10 | 1215 | 1288 | 18 |

Negyeddöntő: Tungsram SC–Soproni KC 105–94, 94–82, 85–77 és Bp. Honvéd–Csepel SC 94–70, 98–75, 74–62 és Zalaegerszegi TE-Heraklith–Kaposcukor SE 91–78, 88–92, 78–92, 95–66, 111–76 és Szolnoki Olajbányász–Körmend-Hunor KC 92–79, 65–66, 81–74, 93–96, 71–72
Elődöntő: Tungsram SC–Körmend-Hunor KC 70–66, 82–82, 65–71, 80–68, 73–74 és Bp. Honvéd–Zalaegerszegi TE-Heraklith 95–96, 88–97, 91–73, 89–98
Döntő: Zalaegerszegi TE-Heraklith–Körmend-Hunor KC 75–67, 84–83, 74–56
3. helyért: Tungsram SC–Bp. Honvéd 110–98, 76–85, 103–99, 97–99, 83–107
5–8. helyért: Szolnoki Olajbányász–Soproni KC 79–71, 76–73 és Kaposcukor SE–Csepel SC 84–78, 72–79, 106–92
5. helyért: Szolnoki Olajbányász–Kaposcukor SE 105–94, 91–107, 91–77
7. helyért: Csepel SC–Soproni KC 82–81, 84–103, 112–82

### 9–12. helyért
9–12. helyért: Atomerőmű SE–Alba Regia SC 104–106, 96–106, 81–76, 86–88 és Videoton SC–MAFC 98–69, 106–100, 107–80
9. helyért: Videoton SC–Alba Regia SC 100–83, 104–98, 117–88
11. helyért: Atomerőmű SE–MAFC 81–86, 113–107, 98–88, 92–94, 88–77

### 13–20. helyért
| #  | Csapat           | M  | Gy | V  | K+   | K-   | P  |
| -- | ---------------- | -- | -- | -- | ---- | ---- | -- |
| 1. | Nagykőrösi KK    | 14 | 9  | 5  | 1249 | 1168 | 23 |
| 2. | Pécsi VSK        | 14 | 9  | 5  | 1194 | 1040 | 23 |
| 3. | Falco SE         | 14 | 9  | 5  | 1307 | 1183 | 23 |
| 4. | Vásárhelyi KK    | 14 | 8  | 6  | 1206 | 1175 | 22 |
| 5. | Bajai Bácska KSE | 14 | 8  | 6  | 1217 | 1191 | 22 |
| 6. | Dombóvári VMSE   | 14 | 7  | 7  | 1291 | 1293 | 21 |
| 7. | Deko SE          | 14 | 6  | 8  | 1259 | 1319 | 20 |
| 8. | Szeged SC        | 14 | 0  | 14 | 1055 | 1409 | 14 |

13. helyért: Nagykőrösi KK–Pécsi VSK 101–92, 75–93, 84–91
15–18. helyért: Falco SE–Dombóvári VMSE 107–72, 97–94, 105–101 és Vásárhelyi KK–Bajai Bácska KSE 91–81, 58–75, 70–63, 57–79, 66–59
15. helyért: Falco SE–Vásárhelyi KK 98–109, 101–107
17. helyért: Bajai Bácska KSE–Dombóvári VMSE 87–76, 84–72

### 21–28. helyért
21–28. helyért: Salgótarjáni Kohász–Testnevelési Főiskola SE 75–49, 86–81, 70–61 és Dunai Kőolaj SK–Pilar ifjúsági válogatott 86–77, 92–79, 108–76 és Nyíregyházi Sotex TKFSE–Pécsi PTSE 67–72, 87–90, 102–78, 91–94 és Univer Kecskeméti SE–Kaposvári Honvéd 89–79, 98–82, 86–81
21–24. helyért: Salgótarjáni Kohász–Univer Kecskeméti SE 93–81, 114–102 és Dunai Kőolaj SK–Pécsi PTSE 96–72, 97–76
21. helyért: Salgótarjáni Kohász–Dunai Kőolaj SK 85–70, 98–117, 79–69
23. helyért: Univer Kecskeméti SE–Pécsi PTSE 104–82, 81–88, 98–94
25–28. helyért: Nyíregyházi Sotex TKFSE–Pilar ifjúsági válogatott 100–90, 86–70, 81–73 és Kaposvári Honvéd–Testnevelési Főiskola SE 89–79, 93–64, 96–66
25. helyért: Nyíregyházi Sotex TKFSE–Kaposvári Honvéd 107–77, 77–91, 86–79, 122–88
27. helyért: Pilar ifjúsági válogatott–Testnevelési Főiskola SE 88–78, 85–78

## Díjak
| 60. Férfi Kosárlabda Magyar Bajnok        |
| Zalaegerszegi TE-Heraklith 3. bajnoki cím |